# غلين روبنسون الثالث
غلين روبنسون الثالث (بالإنجليزية: Glenn Robinson III)‏ مواليد 8 يناير 1994 في غاري، هو لاعب كرة سلة أمريكي. بدأ مسيرته الاحترافية في سنة 2014. تم اختياره من قبل فريق مينيسوتا تمبر ولفز خلال الدرافت. يلعب مع إنديانا بايسرز في الرابطة الوطنية لكرة السلة. يحمل الرقم 40. يبلغ طوله 6 قدم 6 بوصة (2.0 م).

## المسيرة الاحترافية
لعب مع مينيسوتا تمبر ولفز في موسم 2014–2015، ثم لعب مع فيلادلفيا سفنتي سيكسرز في سنة 2015، ثم لعب مع إنديانا بايسرز في سنة 2015.

## إحصائيات المسيرة

### الموسم الاعتيادي
| السنة   | الفريق                 | لعب | بدأ | دقيقة | ميداني% | ثلاثية | حرة  | ارتداد | صنع | استلاب | تصدي | نقطة |
| ------- | ---------------------- | --- | --- | ----- | ------- | ------ | ---- | ------ | --- | ------ | ---- | ---- |
| 2014–15 | مينيسوتا تمبر ولفز     | 25  | 0   | 4.3   | .333    | .167   | .750 | .6     | .1  | .1     | .0   | 1.2  |
| 2014–15 | فيلادلفيا سفنتي سيكسرز | 10  | 1   | 15.3  | .419    | .308   | .500 | 2.5    | .8  | .3     | .1   | 4.4  |
| 2015–16 | إنديانا بايسرز         | 45  | 4   | 11.3  | .430    | .378   | .692 | 1.5    | .6  | .4     | .2   | 3.8  |
| 2016–17 | إنديانا بايسرز         | 69  | 27  | 20.7  | .467    | .392   | .711 | 3.6    | .7  | .6     | .3   | 6.1  |
| المسيرة | المسيرة                | 149 | 32  | 14.7  | .448    | .376   | .698 | 2.4    | .6  | .4     | .2   | 4.4  |

### الأدوار الإقصائية
| السنة   | الفريق         | لعب | بدأ | دقيقة | ميداني% | ثلاثية | حرة   | ارتداد | صنع | استلاب | تصدي | نقطة |
| ------- | -------------- | --- | --- | ----- | ------- | ------ | ----- | ------ | --- | ------ | ---- | ---- |
| 2016    | إنديانا بايسرز | 4   | 0   | 2.6   | .750    | .000   | 1.000 | .0     | .0  | .0     | .3   | 1.8  |
| 2017    | إنديانا بايسرز | 3   | 0   | 10.4  | 1.000   | 1.000  | .500  | 1.0    | .3  | .0     | .0   | 5.0  |
| المسيرة | المسيرة        | 7   | 0   | 5.9   | .900    | 1.000  | .667  | .4     | .1  | .0     | .1   | 3.1  |

## روابط خارجية
- غلين روبنسون الثالث على موقع إن بي أي (الإنجليزية)
- غلين روبنسون الثالث على موقع سبورتس رفرنس (الإنجليزية)
- غلين روبنسون الثالث على موقع كرة السلة الأوروبية.كوم (الإنجليزية)
- غلين روبنسون الثالث على موقع إي إس بي إن.كوم (الإنجليزية)
- غلين روبنسون الثالث على موقع كلية كرة السلة في سبورتس رفرنس.كوم (الإنجليزية)
- غلين روبنسون الثالث على موقع ريلجم (الإنجليزية)
- غلين روبنسون الثالث على موقع بروبوليرز (الإنجليزية)
- غلين روبنسون الثالث على موقع سبورتس رفرنس (الإنجليزية)